# Abdij van Chiaravalle della Colomba
De abdij van Chiaravalle della Colomba is een cisterciënzer klooster, gelegen in de Italiaanse gemeente Alseno in Emilia-Romagna, aan de Via Emilia tussen Parma en Piacenza.

## Geschiedenis
De abdij is in 1136 gesticht op uitnodiging van de bisschop van Piacenza door monniken uit Clairvaux, waaraan de naam Chiaravalle nog herinnert. In een oorkonde van 11 april 1136 wordt voor het eerst melding gemaakt van de abdij, als de bisschop haar de eerste gronden toekent. De naam van de abdij heeft dan al de toevoeging della Colomba. Volgens een legende zou een duif (Columba in het Latijn) de monniken hebben laten zien waar zij het klooster moesten stichten, door de omtrek met takjes aan te geven. Het is echter waarschijnlijker dat de duif verwijst naar de Heilige Geest, die vaak door deze vogel gesymboliseerd wordt.
Tijdens de eerste eeuwen van haar bestaan maakte de abdij een bloeiperiode door. Er was een grote monnikengemeenschap, die, geheel volgens de cisterciënzer traditie, een belangrijke bijdrage heeft geleverd aan de cultivatie van de moerasbossen in de Povlakte. Door talrijke schenkingen was de abdij zo vermogend en machtig geworden dat ze vijf dochterabdijen kon stichten.
Troepen van keizer Frederik II plunderden de abdij in 1248 en staken het grootste deel vervolgens in brand. Aan het einde van de dertiende eeuw werd het klooster opnieuw opgebouwd en kreeg zijn huidige aanzien. De glorietijd van de abdij kwam ten einde nadat zij in 1444 in commende werd gegeven. Toch bleef zij tot het begin van de negentiende eeuw functioneren, toen Napoleon haar in 1810 definitief sloot. Nadien deed de abdijkerk lange tijd dienst als parochiekerk, maar vanaf 1937 bewonen enkele cisterciënzer monniken het klooster weer.
Tegenwoordig raast het verkeer op de Italiaanse snelweg A1 op slechts 300 m voorbij, waardoor de abdij goed zichtbaar is vanaf die weg.

## Abdijkerk
De bouw van de kerk, die is opgetrokken uit rode baksteen, begon in 1170. De afmetingen ervan (lengte: 65 m, breedte: 20 m) wijzen op het belang van de abdij in die tijd. In de eerste helft van de dertiende eeuw werd de bouw voltooid.
De kerk volgt de typische cisterciënzer opbouw met een rechte koorafsluiting en nagenoeg vierkante zijkapellen ter weerszijden. Oorspronkelijk was het aantal zijkapellen nog groter, wat duidt op een grote gemeenschap van priestermonniken, die allemaal een kapel nodig hadden voor hun dagelijkse mis. De afwisseling van rode baksteen en witte natuursteen in de rondbogen is de voornaamste versiering in het sobere interieur en doet denken aan de abdij van Vézelay (1140).

## Klooster
De kloostergang stamt uit het einde van de dertiende en het begin van de veertiende eeuw. Elke galerij bestaat uit zes traveeën met elk vier spitsbogen die uitzicht geven op de kloosterhof. Deze bogen worden ondersteund door dubbele zuilen van marmer uit Verona met bewerkte kapitelen. Op de hoeken van de kloostergang bevinden zich vier zuilen die met een knoop verbonden zijn, een hoogtepunt van de gotische beeldhouwkunst. De betekenis van deze versiering, die in Bohemen veel voorkomt, is onbekend.
De oostelijke galerij geeft toegang tot de sacristie, waar zich een veertiende-eeuws fresco van de kruisiging bevindt dat invloed van Giotto verraadt. De toegangsdeur en -ramen tot de kapittelzaal, ook in de oostelijke galerij, vertonen opnieuw een afwisseling van baksteen en natuursteen. De uitbundige versiering lijkt hier zelfs op Moorse invloed te wijzen.

## Galerij

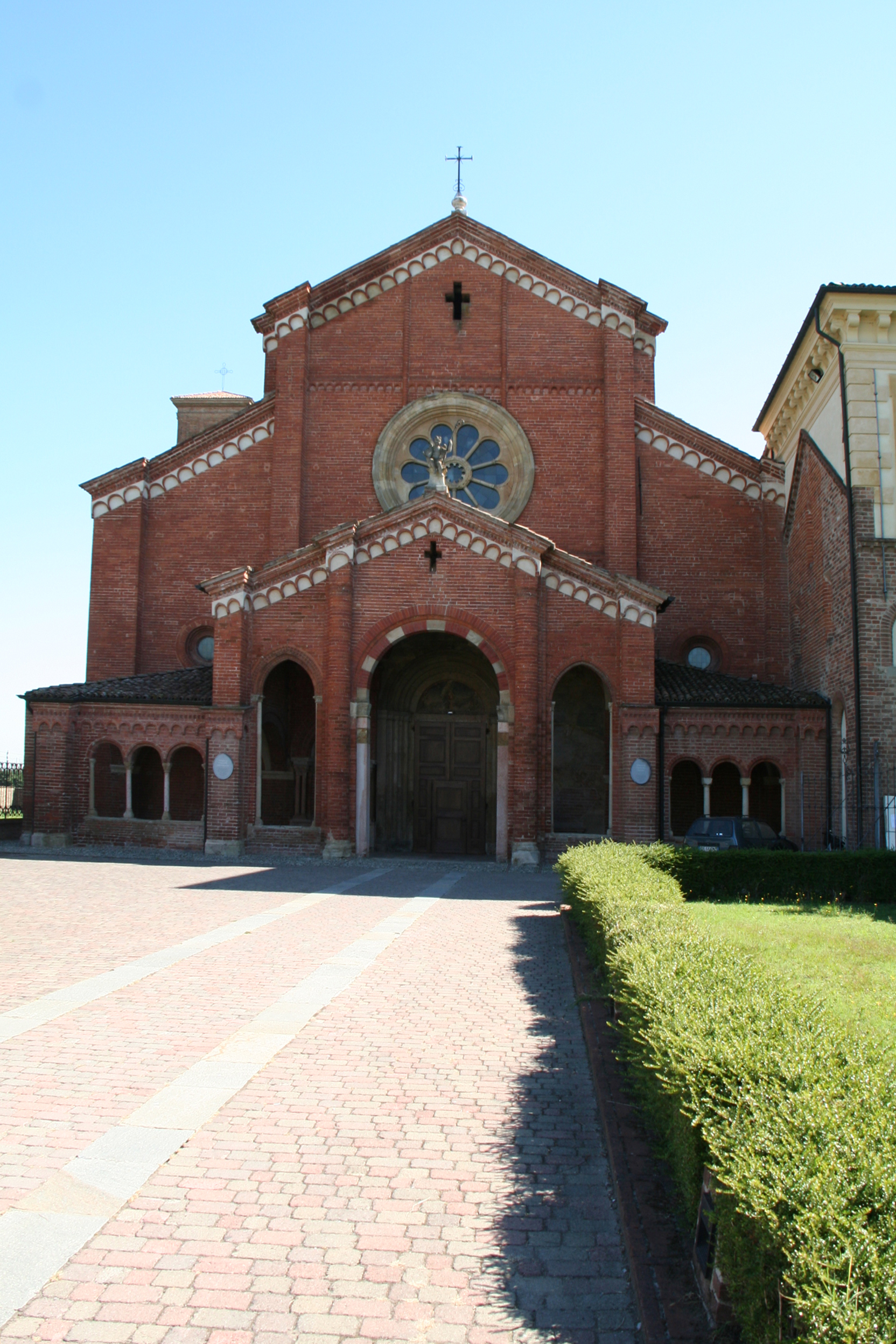
façade van de abdijkerk
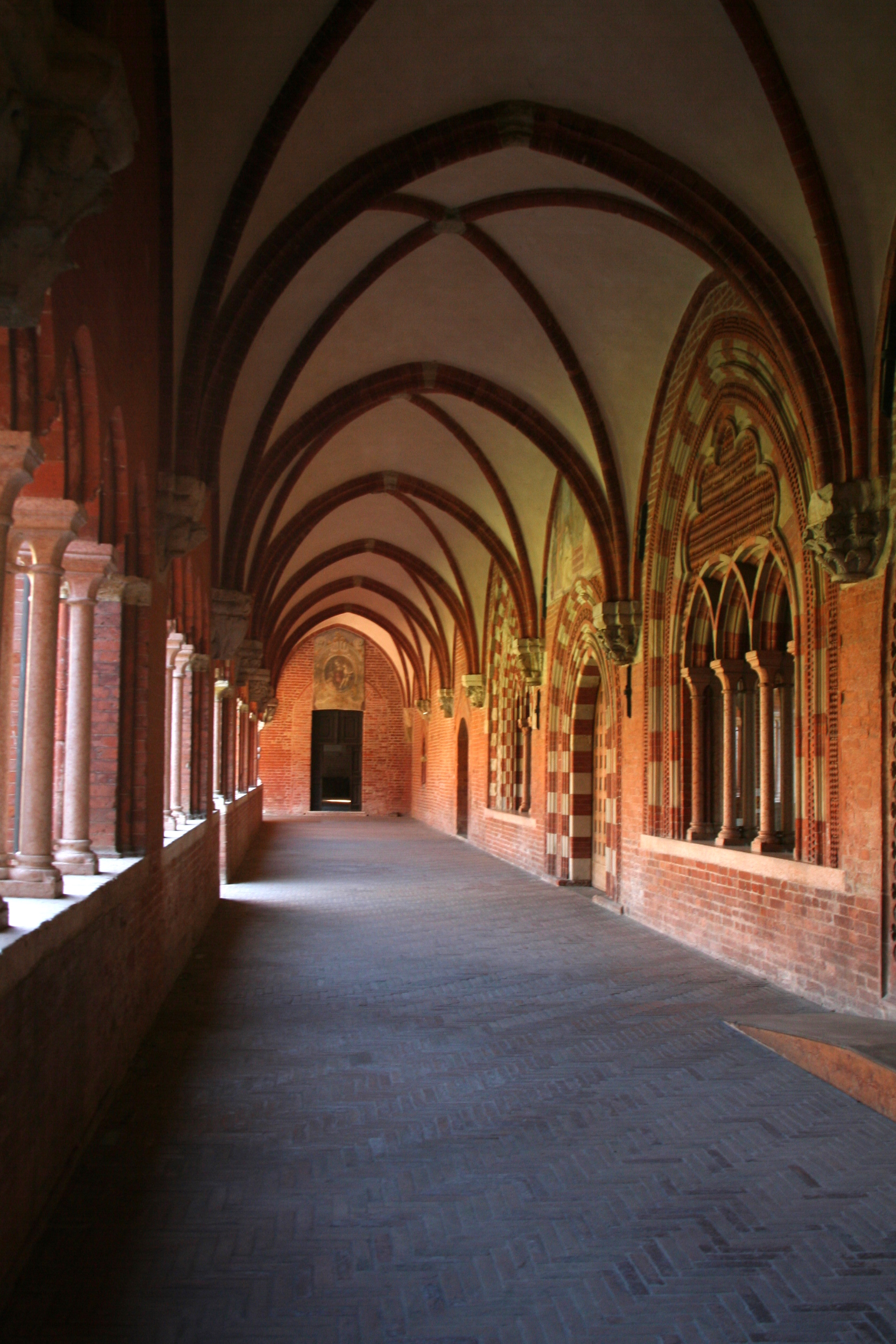
oostelijke galerij van het klooster
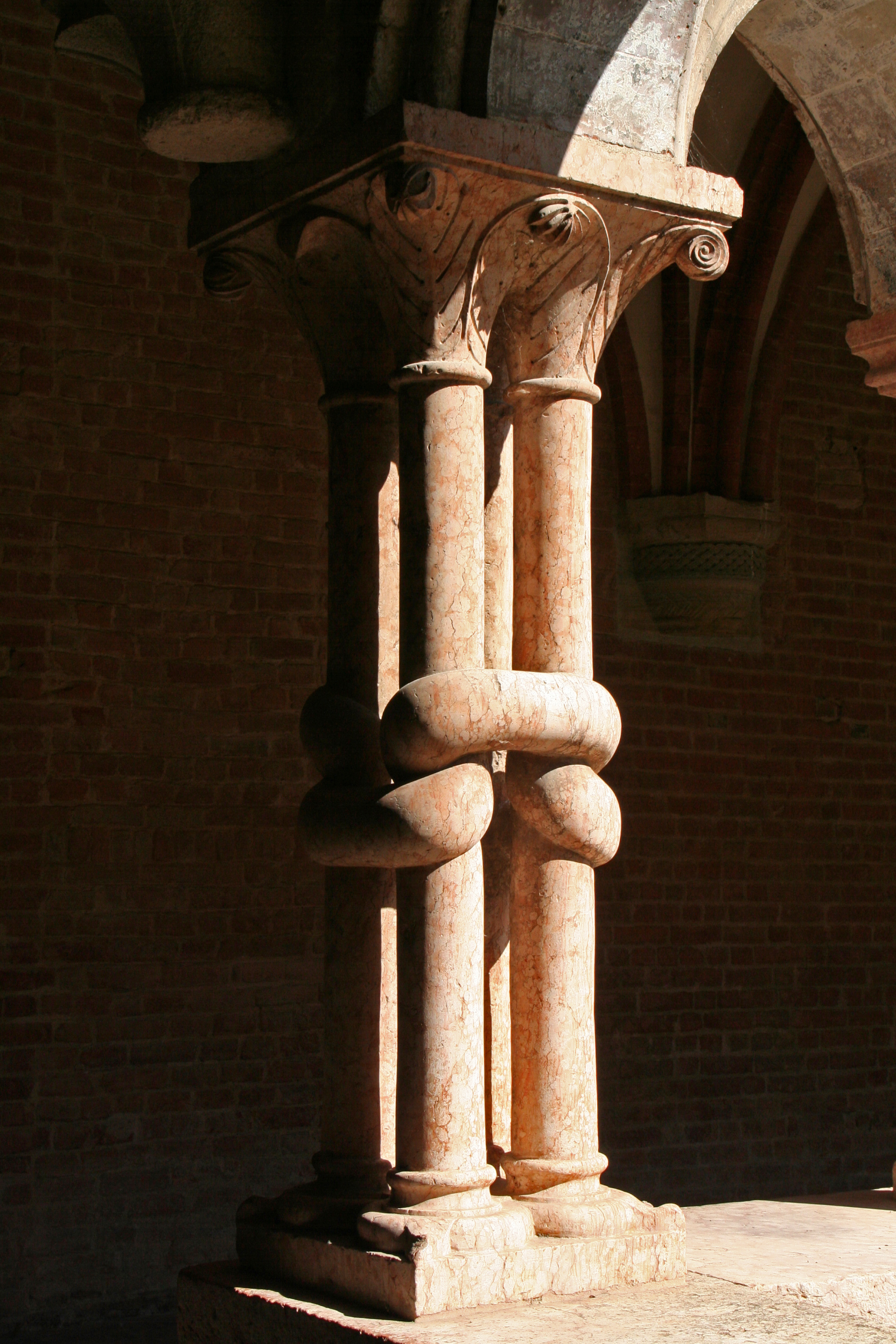
vier zuiltjes met knoop
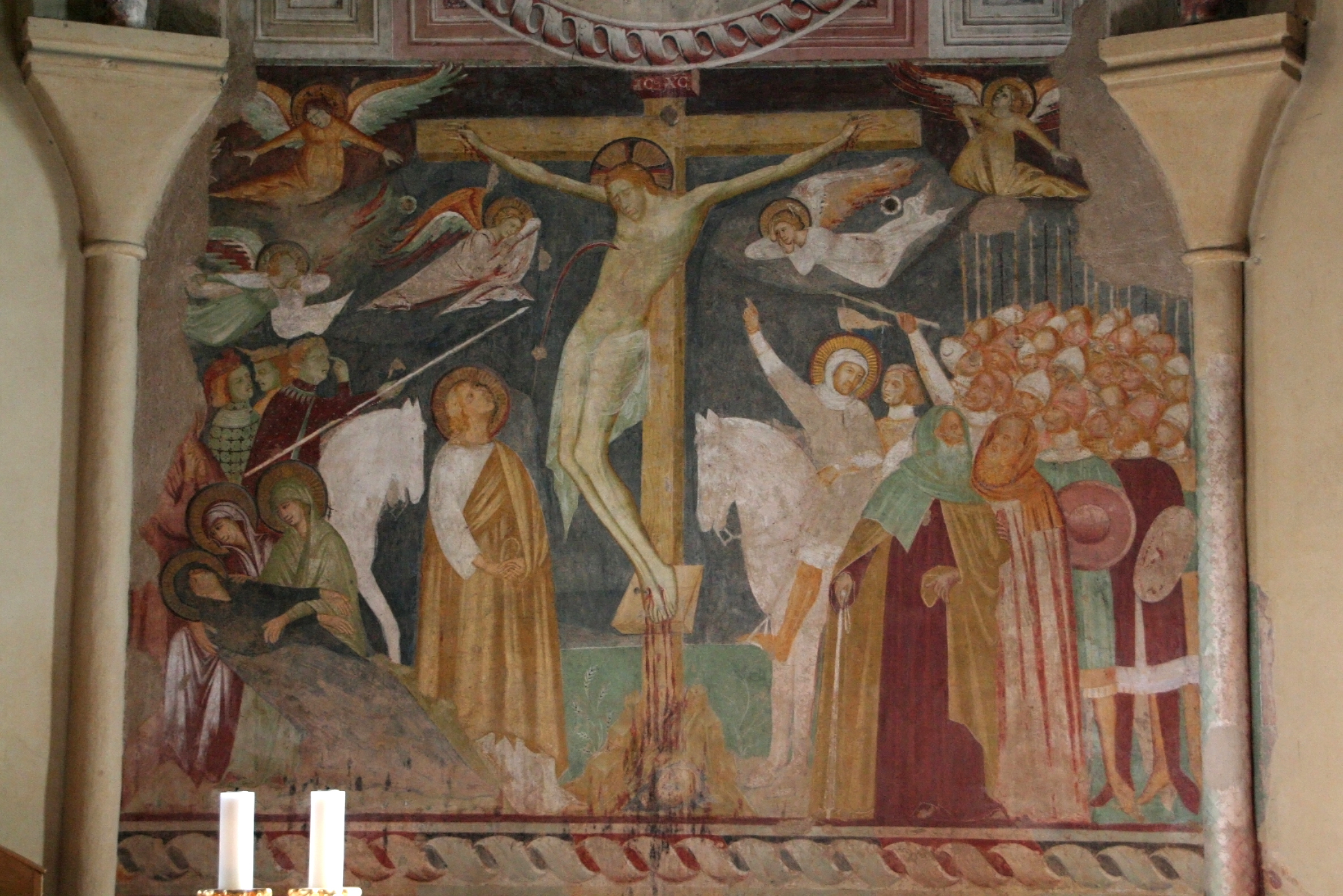
fresco van de kruisiging in de sacristie
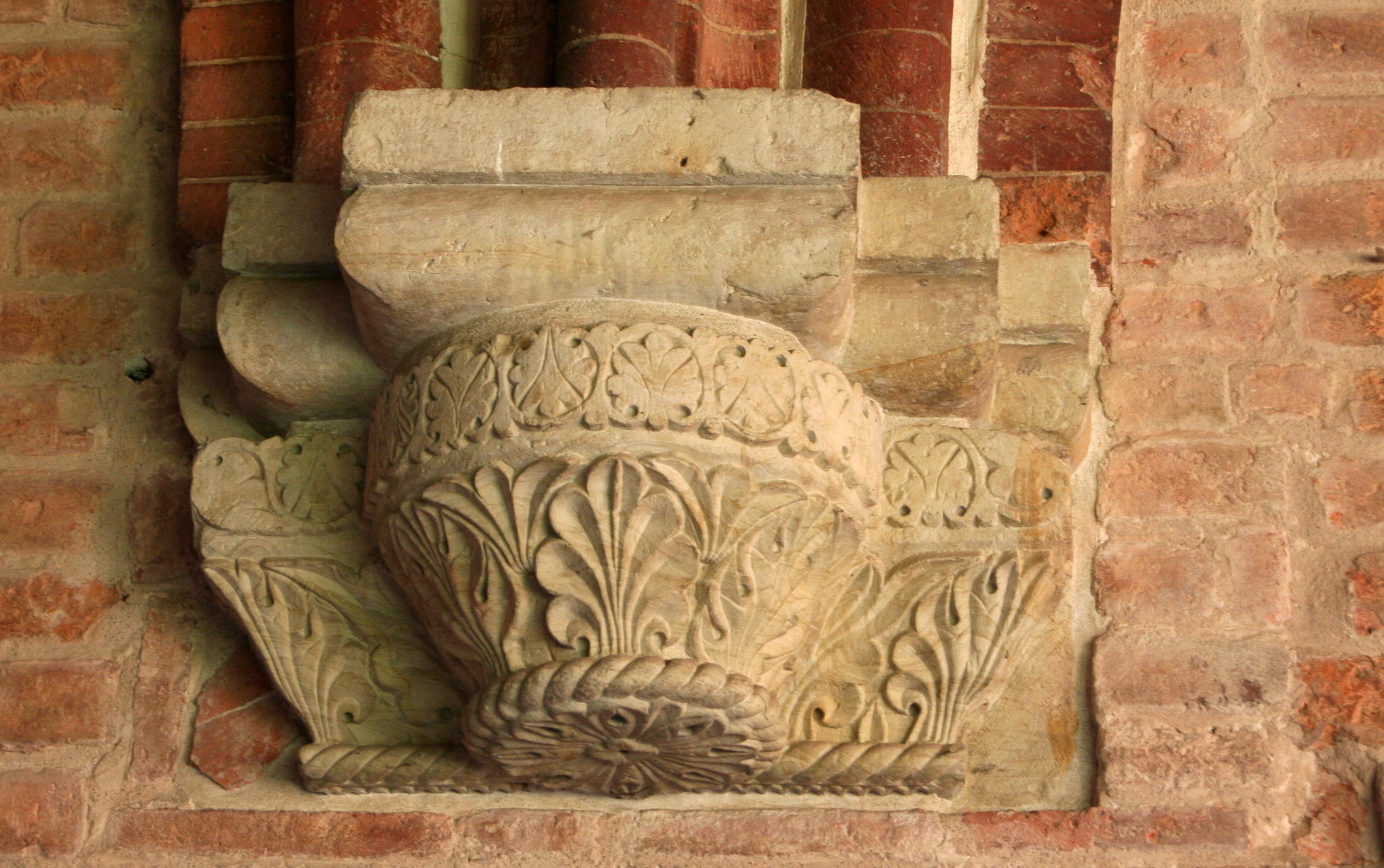
kraagsteen
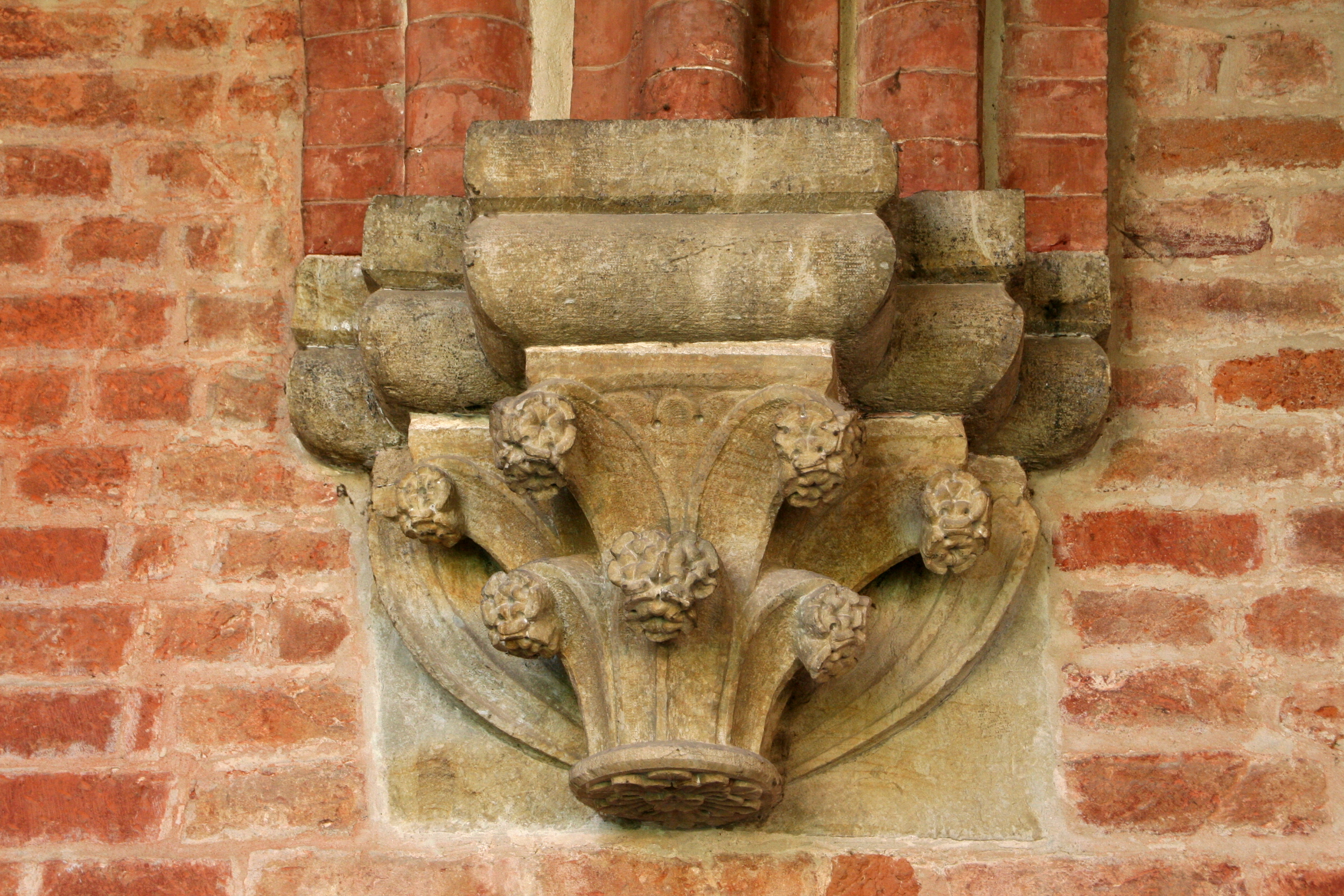
kraagsteen